# تتارستان
جمهورية تتارستان (بالروسية: Республика Татарстан تلفظ: ريسبوبليكا تاتارستان) هي إحدى الكيانات الفدرالية في روسيا. تقع على السفوح الغربية لجبال الأورال الفاصلة بين آسيا وأوروبا بمساحة تبلغ نحو 70 ألف كم² وسكانها يقتربون من أربعة ملايين نسمة.
كلمة تتارستان تنقسم إلى قسمين: تتار -المجموعة الاثنية- و «ستان» التي تعني بالفارسية أرض. يعود بداية العمران في تتارستان إلى القرن الثامن ق.م. التي نشأت بعد دولة البلغار ثم سيطر المغول على البلاد في القرن الثالث عشر. يرجع الوجود الإسلامي في تتارستان إلى قبل عام 922 وهو العام الذي زارها العالِم والرحّالة، أحمد بن فضلان، في رحلته الشهيرة “رحلة ابن فضلان” الدينية السياسية إلى روسيا التي شملت قرابة خمسة آلاف شخص أرسلهم الخليفة العباسي المقتدر بالله إثر دعوة الملك جعفر بن عبدالله قبل تأسيسه لمملكة البلقار الإسلاميّة.

## الجغرافيا
تتارستان أرض لا تجاور أي دولة أجنبية وتقع في قلب روسيا الاتحادية في السهل الأوروبي الشرقي. وتتكون من 57 وحدة إدارية. وتحتل تتارستان موقعًا مهمًا على نهر فولغا شريان الحياة الرئيسي لوسط روسيا.
تتارستان واحدة من أهم مناطق إنتاج وتصنيع النفط في روسيا. ومن تتارستان يبدأ خط أنابيب البترول إلى شرق أوروبا المعروف باسم خط "الصداقة". وبالأراضي التترية موارد معدنية وزراعية متعددة، وهو ما ينعكس على درجة معيشة السكان التي تبدو أفضل من نظيرتها في كثير من الأقاليم الروسية. وبثروتها المائية والغابية وتربتها الخصبة. تُعَدّ مركزًا صناعيًا مهمًا لروسيا. وكان الإقليم الذي تقع فيه تتارستان هو الحصن الذي انتقلت إليه الصناعات السوفيتية إبان الهجوم النازي على الاتحاد السوفيتي ومحاصرته ليننغراد واقترابه من احتلال موسكو.

### التلال
- مرتفعات بوغولما-بيليبي (Bugulma-Belebey Upland)
- مرتفعات فولغا
- فياتسكيي أوفالي (Vyatskie Uvaly)

### المناخ
- متوسط درجة الحرارة في يناير: 16- درجة مئوية
- متوسط درجات الحرارة يوليو: 19+ درجة مئوية
- متوسط هطول الأمطار: ما يصل إلى 500 ملم (20 بوصة)

### الأنهار
الأنهار الرئيسة هي كما يلي:
- نهر الفولغا (ملاحة).
- نهر كاما، رافد من نهر الفولغا (ملاحة).
- نهر بيلايا، رافد من نهر كاما (ملاحة).
- نهر ايك، رافد من نهر كاما.
- نهر فياتكا، رافد من نهر كاما.

### البحيرات
الخزانات المائية الرئيسية للجمهورية يُطلق عليها:

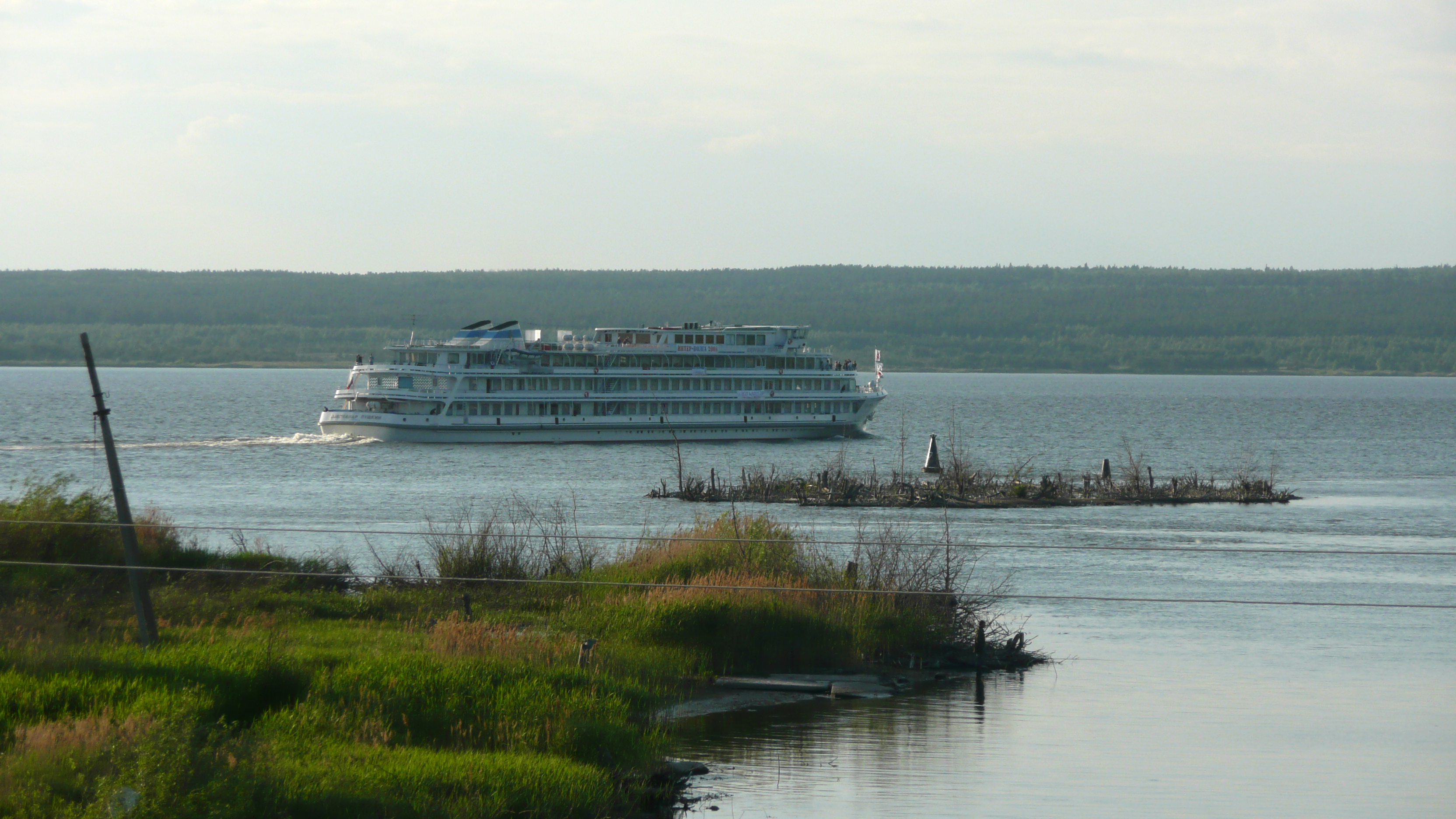
بحيرة كويبيشيفسكوي

- كويبيشيفسكوي.بحيرة كويبيشيفسكوي
- نيجنيكامسكوي.

## السكان

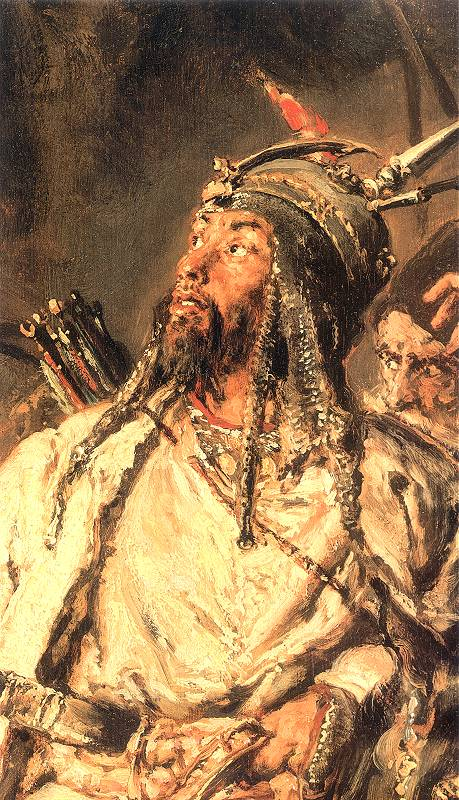
رجل من التتار